# Burkhard Gotthelf Struve
Burkhard Gotthelf Struve (26 de mayo de 1671 - 25 de mayo de 1738) fue un bibliotecario alemán que se convirtió en un historiador erudito polímata que trabajó, durante la mayor parte de su carrera académica, en la Universidad de Jena.  

## Vida
Struve nació en Weimar, como segundo hijo de su madre. Su padre Georg Adam Struve, que también tenía familia de un matrimonio anterior, era abogado y en el momento de su nacimiento era consejero privado (Hofrat) de la corte de Weimar. Su padre había ocupado una cátedra en la Universidad de Jena desde 1672, y su hijo recibió sus primeros estudios en forma privada, parte de ellos en casa. 
Cuando tenía sólo 16 años, Burkhard Gotthelf Struve se matriculó en la Universidad de Jena, donde aprendió filosofía, historia y derecho.  Entre sus profesores se encontraba J. J. Muller,  J. A. Schmidt y G. Schubart, aunque las fuentes subrayan que había sido bibliófilo desde una edad temprana, y cuando no estaba de acuerdo con sus profesores emprendía sus propias investigaciones, de modo que en muchos aspectos fue un autodidacta incluso en su época en la Universidad. Después de Jena pasó un período en la Universidad de Helmstedt, aprendiendo con el carismático Heinrich Meibom. Posteriormente, estudió brevemente en la Universidad Viadrina de Frankfurt,  antes de regresar a Jena en 1690.
A principios de 1691 se trasladó a Halle donde trabajó en un bufete de abogados, pero el trabajo no le satisfizo y regresó a casa en Semana Santa. Mientras tanto, su hermano mayor se estaba construyendo una carrera en La Haya como químico y alquimista, trabajando para personas ricas, e invitó a Burkhard a unirse a él como asistente. En La Haya pudo comprar algunos libros raros, pero luego enfermó gravemente y tuvo que regresar a casa de sus padres en Jena.  Allí reanudó la búsqueda de una carrera, marcada por episodios de graves enfermedades y, en 1692, por la muerte de su padre.  Su hermano alquimista se encontró en problemas, acusado de deshonestidad y fue encarcelado. Struve se vio obligado entonces a vender su ya valiosa colección de libros y sacrificar su herencia paterna para garantizar la libertad de su hermano mayor. 
En 1697, Struve aceptó un puesto como bibliotecario universitario en Jena, con un salario anual de 44 Gulden.  Rápidamente irritó al personal docente de la universidad con su costumbre de dar conferencias privadas sobre historia alemana que eran muy populares entre los estudiantes.  En 1702 recibió su doctorado y ese mismo año la universidad le otorgó el certificado de profesor.  Ya en 1704 fue nombrado profesor de historia en la Universidad de Jena y en las siguientes décadas su reputación y eminencia crecieron. En 1712 fue nombrado "Sachsen-Weimarischen Rath Historiographus". En 1730 fue distinguido con el título de "Hof-Rath des Hoch-Fürstlichen Sammt-Hauses Sachsen", añadiendo además una cátedra de Derecho Civil y Contractual.  En tres ocasiones, en 1712, 1720 y 1732, ocupó el cargo de Rector de la Universidad, ocupando el cargo en cada ocasión durante el semestre de verano. 
Burkhard Gotthelf Struve murió de repente el 25 de mayo de 1738. El Gran Léxico Universal de Zedler de 1744 lo elogia como uno de los más grandes eruditos de su tiempo.

## Obras publicadas
La mayor parte de la reputación póstuma de Struve se basa en sus obras publicadas. Su historia en cuatro volúmenes, publicada por primera vez en 1712, y posteriormente ampliada y reeditada como "Corpus historiae Germanicae a prima gentis origine ad annum usque 1730", fue muy popular y también apareció en alemán como "Erläuterte teutsche Reichs-Historie".  Tres siglos después, ofrece interesantes ideas contemporáneas, que no han pasado por el prisma del nacionalismo del siglo XIX y de la hegemonía prusiana, sobre la naturaleza de la identidad alemana en el Sacro Imperio Romano.
La obra tiene un alcance ambicioso y cubre en cuatro volúmenes la historia de las tierras alemanas desde el período prerromano hasta el siglo XVIII. El primer volumen cubre los años prerromanos "en la tierra libre alemana" ( "das freye Teutsch-Land" ). Es relativamente general y breve, comprende sólo 58 párrafos y se apoya sobre todo en Tácito. El segundo volumen trata del período bajo el dominio romano, comenzando con las invasiones de Julio César y lamentando el fracaso de los alemanes para mantenerse unidos, que es un tema recurrente a lo largo de los cuatro volúmenes. El tercer volumen cubre el surgimiento y dominio de los francos, y el cuarto volumen cubre los siglos imperiales del Sacro Imperio Romano, comenzando con Otón I. 